# Слабовський Володимир Леонардович
Володи́мир Леона́рдович Слабо́вський (27 травня 1962, Сніжне, УРСР — 7 квітня 2019, Київська область, Україна) — український підприємець, очільник агропромислової компанії Allseeds. Екс-президент Всеукраїнської асоціації пекарів. Депутат Верховної Ради АР Крим 5-го скликання. Заслужений економіст України.

## Життєпис
Володимир Слабовський народився 27 травня 1962 року в місті Сніжне, що на Донеччині. 1985 року закінчив Донецький політехнічний інститут за спеціальністю «Гірнича інженерія». Протягом 1979—1991 років працював у рідному місті на шахті «Зоря». 1991 року обіймав посаду начальника комерційного відділу МП «Донмаркет». З 1991 по 1996 рік — начальник торговельного відділу спільного українсько-американського підприємства «Ідея», після чого протягом певного часу виконував функції заступника директора корпорації «Барос». З 1997 по 1998 рік — директор ЗАТ «Агропродекс ЛТД». З 1998 року — президент ЗАТ «Лізингова компанія „Хліб України“».
2003 року Володимира Слабовського було обрано Президентом Всеукраїнської асоціації пекарів. З 2003 року входив до складу Координаційної ради з питань аграрної політики, з 2004 — до Ради підприємців України, а з 2006 — до Ради національних асоціацій товаровиробників при Кабінеті Міністрів України.
Протягом 2006—2010 років представляв Партію «Союз» у Верховній Раді Автономної Республіки Крим 5-го скликання.
Після початку російсько-української війни активно допомагав українським Збройним силам та добровольчим підрозділам. Компанія Слабовського придбала вантажівку MAN та обладнала її душовим приладдям, аби бійці на передовій могли дотримуватися особистої гігієни. Окрім того, 500 тисяч гривень було виділено на потреби бригади швидкого реагування Нацгвардії, а 8-ий батальйон УДА «Аратта» отримав міні-трактор для облаштування позицій. Співпрацював також з «Правим сектором» та батальоном «Донбас».
7 квітня 2019 року загинув у ДТП на мотоциклі поблизу Києва. Похований на Байковому кладовищі (ділянка № 42а).

## Відзнаки та нагороди
- Орден «За заслуги» III ступеня (28 листопада 2007) — за значний особистий внесок у соціально-економічний, науково-технічний і культурний розвиток України, вагомі досягнення у трудовій діяльності, багаторічну сумлінну працю та з нагоди річниці підтвердження всеукраїнським референдумом 1 грудня 1991 року Акта проголошення незалежності України[4]
- «Заслужений економіст України» (3 вересня 2004) — за вагомий особистий внесок у реформування національної економіки, розвиток підприємництва та ринкової інфраструктури України, високий професіоналізм[5]
- 16 квітня 2019 року Оргкомітетом Національного конкурсу «Благодійна Україна-2018» Володимира Слабовського відзначено за волонтерську роботу та активну громадську позицію (посмертно). Представникам родини вручено почесну відзнаку та бурштинового «Янгола добра».[6]